# Franco Columbu
Francesco "Franco" Columbu, född 7 augusti 1941 i Ollolai på Sardinien, död 30 augusti 2019 i San Teodoro på Sardinien, var en framstående italiensk kroppsbyggare och skådespelare.
Columbu föddes i Ollolai på Sardinien. Columbu vann den ärofyllda kroppsbyggartiteln Mr Olympia år 1976 och 1981, trots sin längd på knappa 165 centimeter. Han är på byggarscenen känd för sin högst välutvecklade bröstmuskulatur.
Columbu har medverkat i filmer som Terminator, The Running Man, Conan Barbaren och Lyfta skrot tillsammans med sin gode vän Arnold Schwarzenegger, dock ofta i mindre framträdande roller.
Han har i Sverige gett ut boken "Vinn med bodybuilding" (1977).